# Isocapronsäure
Isocapronsäure (4-Methylpentansäure), C5H11COOH, ist eine gesättigte Carbonsäure. Sie leitet sich vom Isohexan ab und ist ein Strukturisomer der Capronsäure. Es ist eine gesättigte und methylverzweigt, kurzkettige Fettsäure.